# A. O. Scott
Anthony Oliver Scott (Northampton, 10 de julho de 1966) é um jornalista e crítico de cinema e cultural estadunidense, conhecido por suas críticas cinematográficas e literárias. Depois de iniciar sua carreira no The New York Review of Books, Variety e Slate, começou a escrever críticas de cinema para o The New York Times em 2000 e tornou-se o principal crítico de cinema do jornal no ano de 2004, título que dividia com Manohla Dargis [en]. No ano de 2023, mudou-se para o The New York Times Book Review.

## Biografia

### Primeiros anos e formação acadêmica
Scott nasceu em 10 de julho de 1966, na cidade de Northampton, em Massachusetts. Seus pais eram ambos professores. Sua mãe, Joan Wallach Scott, é professora de Ciências Sociais doInstituto de Estudos Avançados de Princeton em Princeton, na Nova Jérsia. Seu pai, Donald Scott, era professor de história americana na Universidade da Cidade de Nova Iorque. É sobrinho-neto do casal de atores Eli Wallach e Anne Jackson [en] (seu avô materno era irmão de Eli). Scott se identifica como judeu. Frequentou escolas públicas em Providence, capital de Rhode Island, incluindo a Classical High School [en], antes de obter magna cum laude na Universidade de Harvard, em 1988, com um diploma em literatura.
Quando lhe perguntaram o que o levou à crítica cinematográfica, Scott afirmou: “Olhando para trás, houve um momento ou período decisivo que talvez, embora eu não soubesse na época, tenha me colocado no caminho da crítica cinematográfica. Provavelmente, quando eu tinha 15 anos, minha mãe tinha um compromisso de trabalho que a levou a Paris por alguns meses... e ela me levou com ela. Éramos só nós dois em um pequeno apartamento. Ela trabalhava o dia todo, e eu não conhecia ninguém, era um adolescente solitário. Então, eu ia e fazia aulas de francês pela manhã. E, à tarde, eu tinha a liberdade da cidade, o que era ótimo. E uma das coisas que eu fazia era ir a esses pequenos cinemas independentes que estavam espalhados pela Margem Esquerda. Eles exibiam muitos filmes americanos antigos. Então, eu ia algumas vezes por semana, sempre que estava entediado, o que acontecia muito, e ficava perambulando pela rua".

## Carreira

### Imprensa
Scott começou sua carreira na The New York Review of Books, onde trabalhou como assistente de Robert B. Silvers [en]. Em seguida, Scott foi crítico literário da Newsday, além de colaborador da The New York Review of Books e da revista Slate. No ano de 1993, escreveu críticas de televisão para a Variety, usando o nome Tony Scott.
Ele entrou para a seção de Artes do The New York Times em janeiro de 2000, após a aposentadoria da jornalista Janet Maslin da crítica cinematográfica. (Maslin continua a fazer críticas de ficção literária para o jornal.) Em 2004, tornou-se crítico chefe, após a demissão de Elvis Mitchell [en]. Scott e os outros críticos de cinema do Times realizam um podcast em vídeo sobre cinema, chamado Critics' Picks. Em 9 de março de 2020, o The New York Times anunciou que Scott faria uma pausa de um ano em sua função de co-chefe de crítica cinematográfica e assumiria o título de crítico geral, escrevendo “ensaios maiores e com temas variados”.
Scott diz que começou em um momento empolgante para o cinema: “Eu estava realmente entrando em um ponto alto da indústria cinematográfica. Agora, 1999 é visto como um dos grandes anos, junto com 1939, 1962 e 1974 no cânone dos anos mágicos do cinema. E acho que o que aconteceu nos anos 90 foi o florescimento do que às vezes é chamado de “boom indie” de cineastas americanos independentes como Quentin Tarantino, Todd Haynes, Lisa Cholodenko, Julie Dash [en], Cheryl Dunye [en] [...] Acho que, no final da década de 90, havia uma sensação de que esse cinema anteriormente aventureiro, muitas vezes politicamente provocativo e socialmente consciente, estava realmente amadurecendo e tomando seu lugar no mainstream de Hollywood”. Scott cita Three Kings, de David O. Russell, e Magnolia, de Paul Thomas Anderson, como filmes interessantes de 1999.
Scott publicou o livro Better Living Through Criticism [en] no ano de 2016, em que discute as funções da crítica.
Scott deixou seu cargo de crítico de cinema em março de 2023 e ingressou no The New York Review of Books. Sobre sua saída da crítica de cinema, ele disse: “Descobri que a maneira como a pratiquei ficou mais difícil de fazer. Além disso, a sensação de desconexão entre o crítico e o público é muito mais forte e o abismo é muito maior".
Fazendo uma retrospectiva de sua carreira como crítico, Scott diz:
Os filmes têm feito parte da minha vida de sonhos e da minha formação no mundo desde o meu primeiro encontro traumático com os macacos voadores em O Mágico de Oz. Ainda fico maravilhado com o poder deles (dos filmes, não dos macacos): a capacidade de evocar emoções intensas, de criar novos mundos e de revelar verdades inesperadas sobre o mundo em que vivemos.

O que eu mais amo nos filmes é a capacidade que eles têm de obliterar a razão e abolir o senso crítico. Você sabe que o susto está vindo, mas pula mesmo assim. Suspeita que deveria se ofender com a piada, mas ri, impotente, contra a própria vontade. Por que você está chorando? Você não sabe ao certo, mas não dá para discutir com as lágrimas.
É inevitável que os filmes, às vezes, abusem de seu poder e tratem mal justamente aqueles que mais os amam. Quando meus filhos eram pequenos — eles eram meus companheiros habituais nas pré-estreias das manhãs de sábado —, eu frequentemente me incomodava com o cinismo calculado de filmes "familiares" como O Lorax e Meu Malvado Favorito. Por outro lado, também me maravilhava com a maestria artística do Studio Ghibli e com a sublime engenhosidade da Pixar em seus anos de glória.
Da mesma forma, fiquei satisfeito com os dois primeiros filmes do Homem-Aranha, impressionado com Batman Begins e O Cavaleiro das Trevas (que minha brilhante colega e crítica-chefe, Manohla Dargis [en], resenhou) e admirado com a maneira como George Lucas conectou os pontos míticos em A Vingança dos Sith. Mas não sou fã do fandom moderno. E isso não é apenas porque já fui atacado no Twitter por fervorosos devotos da Marvel, DC e, mais recentemente, de Top Gun: Maverick e Tudo em Todo Lugar ao Mesmo Tempo. O problema maior é que o comportamento dessas hordas nas redes sociais representa uma mentalidade antidemocrática e anti-intelectual, prejudicial à causa da arte e contrária ao espírito dos filmes. A cultura de fãs está enraizada no conformismo, na obediência, na identidade de grupo e no comportamento de massa, e sua ascensão reflete e alimenta a disseminação de tendências intolerantes, autoritárias e agressivas em nossa política e em nossa vida comunitária.

Sempre amarei estar no cinema: a tensa antecipação enquanto a sala escurece, a atenção hipnotizada e as surpresas que tiram o fôlego conforme a história se desenrola, e o silêncio eletrizante que acompanha a cena final, logo antes de começarem os aplausos — e as discussões. Não me arrependo de nenhum dos filmes que vi, nem mesmo dos ruins.

### Televisão
No biênio 2006 e 2007, Scott atuou como crítico convidado no programa Ebert & Roeper [en] durante a ausência de Roger Ebert devido a um câncer de tireoide.
Entre os anos de 2002 e 2014, Scott fez 15 aparições no Charlie Rose [en], onde previu os vencedores do Óscar e falou sobre filmes lançados recentemente. Scott sempre aparecia ao lado de David Denby, da The New Yorker, e Janet Maslin, do The New York Times, e foi apresentador convidado do programa em várias ocasiões.
No dia 5 de agosto de 2009, foi anunciado que Scott, juntamente com o crítico do Chicago Tribune, Michael Phillips [en], assumiriam as funções de apresentador do At the Movies [en], substituindo Ben Lyons [en] e Ben Mankiewicz [en], que não estariam mais envolvidos com o programa. Scott e Phillips começaram suas funções quando o programa iniciou sua nova temporada em 5 de setembro de 2009. O programa foi cancelado após uma temporada devido à baixa audiência, concluindo sua exibição em agosto de 2010.

### Academia
Scott atuou como professor de crítica cinematográfica na Universidade Wesleyan.

## Vida pessoal
Scott é casado com Justine Henning e possuem dois filhos.
Foi finalista do Prêmio Pulitzer de Crítica de 2010 “por suas críticas incisivas de filmes que, com desenvoltura, abrangem um amplo espectro de filmes e frequentemente exploram sua conexão com questões mais amplas da sociedade ou das artes”.
Em entrevista ao agregador de críticas Rotten Tomatoes, nomeou seus cinco filmes favoritos como A Doce Vida, The Godfather, Sullivan's Travels, McCabe & Mrs. Miller e The Man Who Shot Liberty Valance.

## Filmografia
| Ano       | Título                                                            | Papel                                  | Notas                                                      |
| --------- | ----------------------------------------------------------------- | -------------------------------------- | ---------------------------------------------------------- |
| 2001      | Tales of the City: Hanif Kureshi's Rough Guide to London          | Ele mesmo                              |                                                            |
| 2002–2014 | Charlie Rose [en]                                                 | Convidado/Apresentador Convidado       | 15 episódios                                               |
| 2006–2010 | At the Movies [en]                                                | Apresentador Convidado/Co-apresentador | 66 episódios                                               |
| 2008      | American Masters                                                  | Ele mesmo                              | Episódio: "You Must Remember This: The Warner Bros. Story" |
| 2009      | For the Love of Movies: The Story of American Film Criticism [en] | Ele mesmo                              |                                                            |
| 2010      | Who Wants to Be a Millionaire [en]                                | Especialista Convidado                 | 5 episódios                                                |
| 2010      | The View                                                          | Ele mesmo                              | 1 episódio                                                 |
| 2010      | TCM Guest Programmer                                              | Ele mesmo                              | Episódio: "U.S. Critics"                                   |
| 2010      | Up To The Minute                                                  | Crítico de Cinema Convidado            | 1 episódio                                                 |
| 2011      | The Early Show                                                    | Ele mesmo                              | 1 episódio                                                 |
| 2013–2016 | Jeopardy!                                                         | Apresentador de Clue em Vídeo          | 5 episódios                                                |
| 2014      | Life Itself [en]                                                  | Ele mesmo                              |                                                            |
| 2014      | CBS This Morning                                                  | Ele mesmo                              | 3 episódios                                                |
| 2015      | Remembering David Carr                                            | Ele mesmo                              |                                                            |
| 2016      | PBS NewsHour                                                      | Ele mesmo                              | 1 episódio                                                 |
| 2016      | Generation X                                                      | Ele mesmo                              | 2 episódios                                                |
| 2017      | Spielberg [en]                                                    | Ele mesmo                              |                                                            |
| 2021      | WTF with Marc Maron [en]                                          | Ele mesmo                              | Episódio: "A.O. Scott"                                     |